# 35-й армейский корпус (Российская империя)
35-й армейский корпус — общевойсковое соединение (армейский корпус) Русской императорской армии. Образован 19 апреля 1915 года.

## В составе
- 08.06.1915 — 01.09.1915 — 2-я армия
- 18.10.1915 — 01.02.1916 — 4-я армия
- 13.02.1916 — 01.05.1916 — 2-я армия
- 21.05.1916 — 01.11.1916 — 4-я армия
- 27.11.1916 — 01.01.1917 — 2-я армия
- 16.01.1917 — 01.04.1917 — 10-я армия
- 18.04.1917 — xx.12.1917 — 3-я армия

## Командование корпуса

### Командиры
- 19.04.1915 — 15.05.1916 — генерал-лейтенант Рещиков, Николай Петрович[1]
- 15.05.1916 — 18.04.1917 — генерал-лейтенант Парчевский, Павел Антонович
- 18.04.1917 — 07.07.1917 — генерал-лейтенант Ванновский, Глеб Михайлович
- 29.07.1917 — ? — генерал-лейтенант Ставров, Михаил Митрофанович[2]

### Начальники штаба
- генерал-майор Кн. Крапоткин, Дмитрий Алексеевич (25.04.1915 — 14.03.1916)[3]
- генерал-майор Жёлтышев, Владимир Александрович[4]

## Состав
- 12-й Калишский конный пограничный полк
- 29-й сапёрный батальон
- 35-й мортирный артиллерийский дивизион:

— инспектор артиллерии,  генерал-лейтенант Карпович, Иван Александрович
55-я пехотная дивизия:

Начальники дивизии:
- Генерал-лейтенант Захаров, Пётр Матвеевич (19.07.1914 - 17.10.1915)
- Генерал-лейтенант Покатов, Сергей Владимирович[6]
- 217-й пехотный Ковровский полк
- 218-й пехотный Горбатовский пехотный полк
- 219-й пехотный Котельнический пехотный полк
- 220-й пехотный Скопинский пехотный полк
- 55-я артиллерийская бригада

67-я пехотная дивизия:

Начальники дивизии:
- Генерал-майор Станкевич, Адам Юрьевич[8] (19.07 - 14.11.1914)
- Генерал-лейтенант Пржилуцкий, Владимир Емельянович[9] (14.11.1914 - 10.07.1916)
- Генерал-майор Хростицкий, Анатолий Владимирович[10] (26.08.1916 - 31.07.1917)
- Генерал-майор кн. Цулукидзе, Георгий Давыдович[11] (с 22.08.1917)
- 67-я артиллерийская бригада:

—  генерал-майор Мальковский, Николай Николаевич (с 25.06.1915)
- 265-й пехотный Вышневолоцкий полк:  — полковник Росляков, Илья Матвеевич
- 266-й пехотный Пореченский полк:

— полковник Соколовский, Станислав Владиславович (22.10.1914 — 30.06.1916) 

— полковник Морозов, Павел Павлович (25.07.1916 — ...) 

— полковник Синевич, Владимир Васильевич (с 27.03.1917 — ...) 

— генерал-майор Дмитриев, Пётр Гаврилович (Погиб в бою 25.06.1916 г.) 
- 267-й пехотный Духовщинский полк:

— полковник Анисимов, Иосиф Петрович (16.08.1914 — 16.12.1914) 

— полковник Калиновский, Анатолий Аполлонович
- 268-й пехотный Пошехонский полк:

— полковник Витковский, Михаил Константинович
 
— полковник Свистунов, Гавриил Дмитриевич
170-я пехотная дивизия:
- Мологский 677-й пехотный полк
- Шекснинский 678-й пехотный полк
- Любимский 679-й пехотный полк:

— полковник Беренс, Николай Генрихович (05.02.1917—14.06.1917)
- Буйский 680-й пехотный полк

## Известные люди, служившие в 35-м корпусе
- капитан Ветренко, Даниил Родионович — и. д. начальника штаба 35-го корпуса (1917г)
- капитан Гринцер (Горчаков), Григорий Сергеевич  — заведующий разведкой; и. д. старшего адъютанта штаба 35-го армейского корпуса (1917 г)
- младший  унтер-офицер Яковлев, Николай Дмитриевич — 268-й пехотный Пошехонский полк (1917 г.)
- младший  унтер-офицер Самойленко, Василий Филиппович — 12-й Калишский конный пограничный полк (1917 г.)